# Agios Georgios (Achelia)

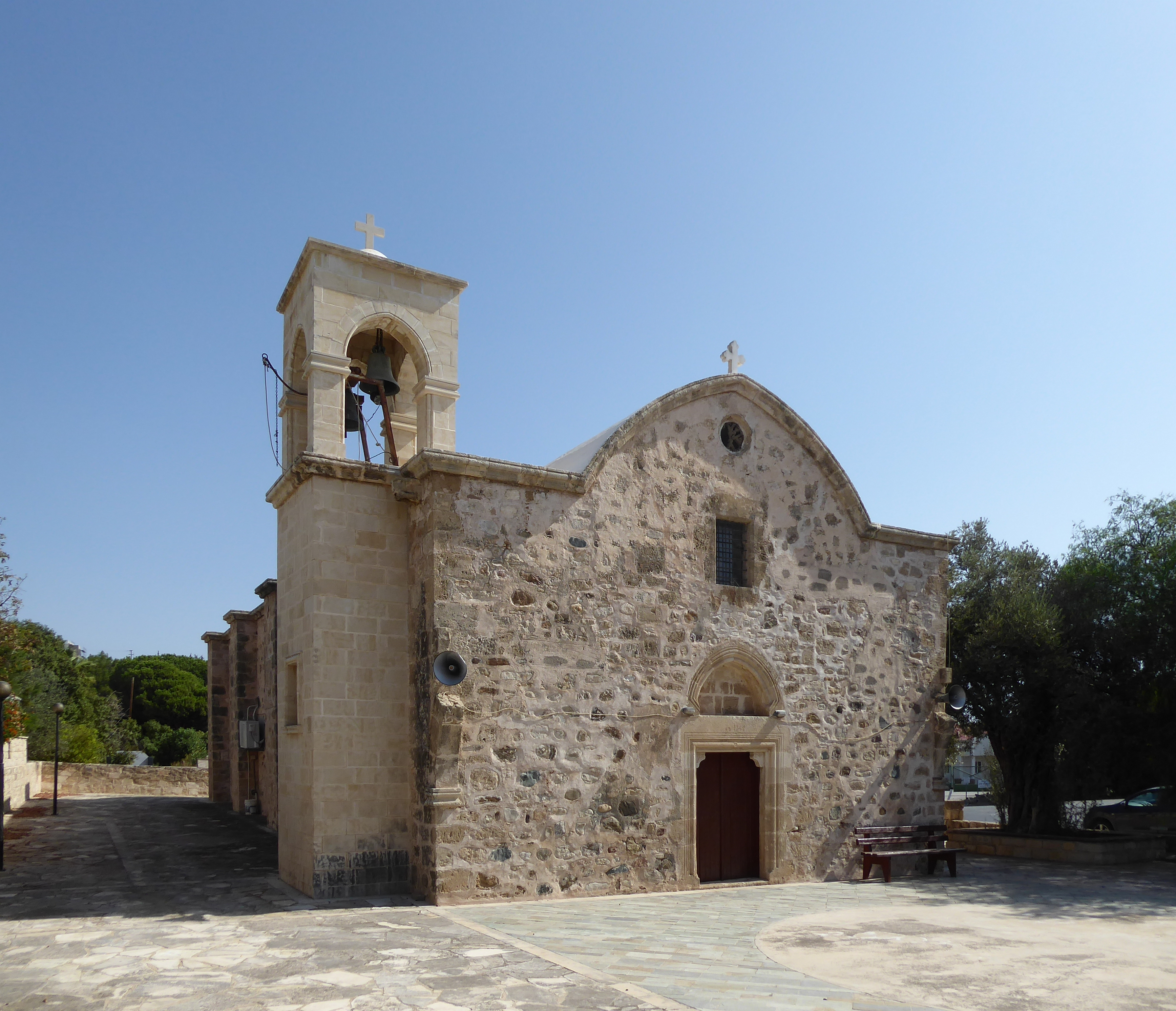
Die Kirche Agios Georgios in Achelia

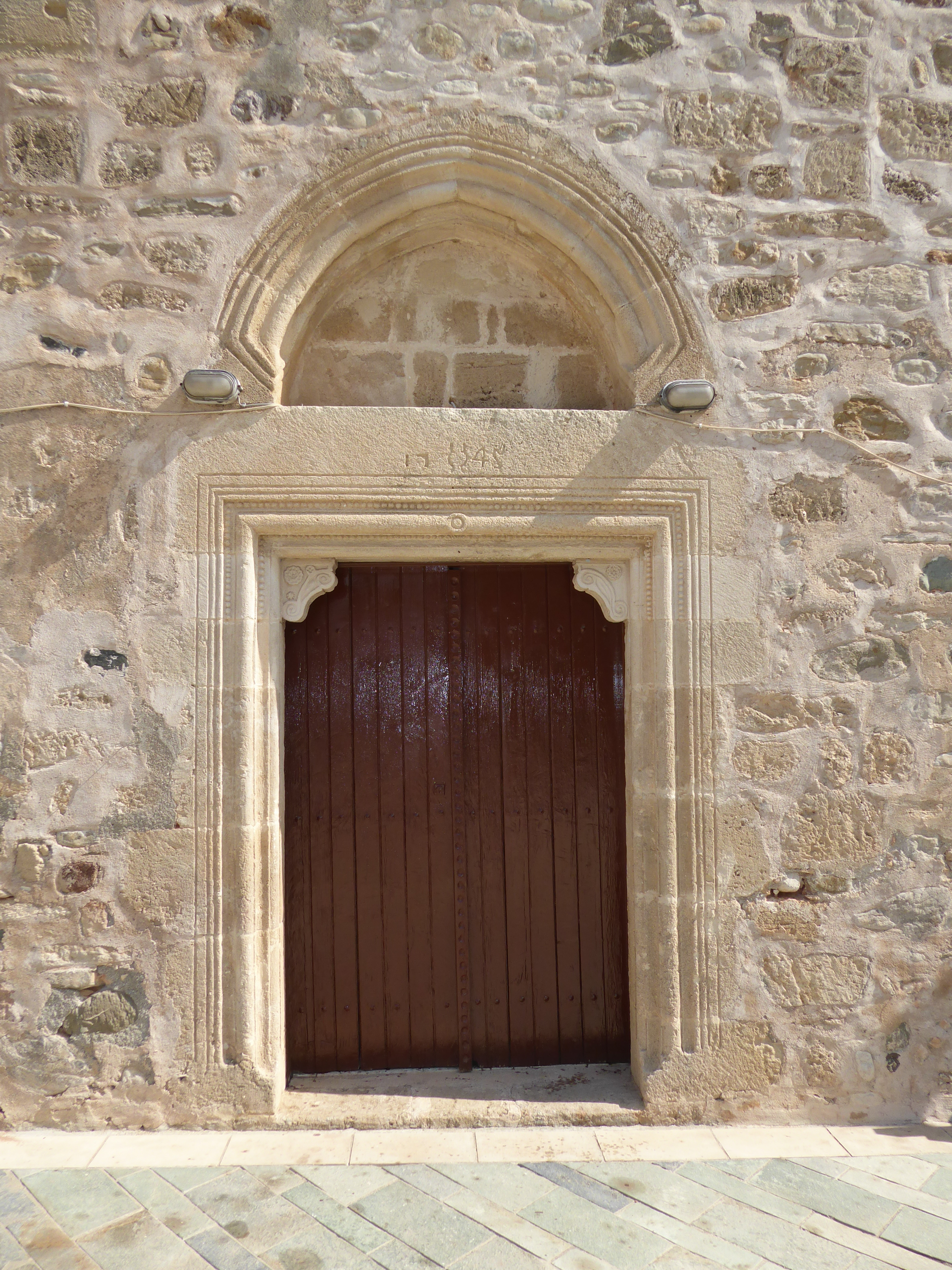
Das gotische Hauptportal

Agios Georgios (griechisch Άγιος Γεώργιος) ist ein Kirchengebäude der zyprisch-orthodoxen Kirche in Achelia im Bezirk Paphos auf Zypern.

## Beschreibung
Die dem heiligen Georg gewidmete Kirche geht im Kern auf ein spätgotisches Bauwerk im fränkisch-byzantinischen Mischstil aus dem 16. Jahrhundert zurück und diente möglicherweise ursprünglich dem lateinischen Ritus für die Bedürfnisse fränkischer Lehnsherren in der Spätphase des Königreichs Zypern. Wie bei anderen fränkischen Bauten auf Zypern, die unter der Herrschaft des Hauses Lusignan entstanden sind,  war der einschiffigen Kirche ein gewölbter Portikus vorgesetzt, wovon an der Westseite noch Ansatzstellen erkennbar sind.
Die heute an der West- und Südseite vorhandenen Strebepfeiler wurden vermutlich im Jahr 1745 im Rahmen von Wiederherstellungsarbeiten nach einem Erdbeben angefügt. Bei den Arbeiten wurden das fränkische Westportal und Wasserspeier beibehalten. Ein Seitenportal diente dem Zugang für weibliche Gottesdienstbesucherinnen, die ihre eigene Galerie hatten. Die kurz nach 1745 eingebaute Ikonostase wurde durch den Bischof 1889 an ein Londoner Auktionshaus verkauft, wo es das Victoria and Albert Museum erwarb. Später gelangte sie in den Besitz des Bode-Museums in Berlin.